# Leucose féline
 (août 2016).
Si vous disposez d'ouvrages ou d'articles de référence ou si vous connaissez des sites web de qualité traitant du thème abordé ici, merci de compléter l'article en donnant les références utiles à sa vérifiabilité et en les liant à la section « Notes et références ».
La leucose féline est une maladie causée par le virus leucémogène félin, qui provoque un syndrome d'immunodéficience chez le chat.
La leucose se transmet principalement par la salive. Elle se diagnostique le plus souvent après une prise de sang et un test antigénique réalisés par un vétérinaire. L'évolution du virus varie en fonction des individus, mais peut ne pas diminuer l'espérance de vie de l'animal. Les chats atteints par la leucose développent fréquemment des pathologies secondaires, comme des maladies prolifératives (tumeurs : lymphomes, leucémies), des maladies du sang et une immunodépression.

## Historique
Le virus de la leucose féline est décrit pour la première fois en 1964 par William Jarrett et ses collègues,.

## Épidémiologie
Le virus de la leucose féline est présent dans le monde entier et constitue l'un des agents infectieux les plus courants chez le chat. Il peut également infecter d'autres espèces de félins.  
Selon les continents, la prévalence varie. Les chats de race sont moins touchés, possiblement à cause d'une stratégie de dépistage plus fréquente ou parce qu'ils sont plus souvent gardés en intérieur.
Les chats peuvent être infectés par le FeLV à n'importe quel stade de leur vie. Les études ne concordent pas sur un stade où l'infection serait plus probable qu'un autre.
Plusieurs sous-types de FeLV sont dénombrés et diffèrent par leurs récepteurs cellulaires. FeLV-A est retrouvé chez tous les individus infectés et ne se transmet que de manière horizontale.
Le FeLV n'infecte pas les êtres humains, même s'il est capable de se reproduire dans des lignées cellulaires humaines.

## Physiopathologie
Le virus se propage par la transmission de liquide corporel (salive, sang, etc.) d'un chat à un autre, lors d'un combat ou parfois d'un accouplement. En effet la salive est très concentrée en particules virales dans le cas de la leucose. 
Certains chats se débarrassent du virus et développent des défenses immunitaires. On appelle cela la neutralisation du virus.
D'autres deviennent porteurs sains (cela représente 1 % des chats atteints) car la production d’anticorps par le chat permet de garder le virus localisé à l’épithélium. Ces chats peuvent vivre aussi longtemps que les chats non infectés à condition de rester dans un environnement calme, familier et sans stress.
Il existe aussi la phase de latence, pendant laquelle le système immunitaire ne permet pas l’élimination du virus car il se dissimule dans les cellules mais sans s’y multiplier. Ensuite, l’évolution sera soit une virémie, soit une neutralisation (qui représente en moyenne 30 % des chats contaminés).
Enfin, on peut aussi assister à une virémie (le virus reste dans le sang) persistante, c'est-à-dire qu'à cause d'une mauvaise réponse immunitaire il existe alors possibilité de prolifération tumorale (lymphome, leucémie), ou de maladies dégénératives.
Les différentes possibilités de réponse immunitaire d'un chat contaminé par le virus de la leucose sont donc :
- la neutralisation du virus
- la latence
- la virémie persistante
- le statut de porteur sain.

### Facteurs de risque
Les chats ayant accès à l'extérieur sont davantage susceptibles de contracter le FeLV. Le fait d'être un mâle entier, de vivre dans des groupes d'au moins cinq individus ou d'être un chat déjà atteint par une maladie constituent également des facteurs de risques. Les chats agressifs ont davantage de risque de contracter le FeLV.

## Évolution
L'infection par le FeLV peut suivre plusieurs trajectoires.
| Type d'infection                   | Tissus touchés                                                                                            | Virémie     | Pathologie secondaire |
| ---------------------------------- | --- | ----------- | --------------------- |
| Infection abortive ou infructueuse | restriction à la région oronasale                                                                         | absente     | peu probable          |
| Infection progressive ou évolutive | rate, noeuds lymphatiques, glandes salivaires, moelle osseuse                                             | persistente | probable              |
| Infection régressive               | thymus, rate, noeuds lymphatiques et glandes salivaires moelle osseuse sur le long terme                  | transitoire | peu probable          |
| Infection atypique ou focale       | restriction à une ou plusieurs régions parmi rate, noeuds lymphatiques, glandes mammaires, intestin grêle | absente     | peu probable          |

La leucose peut aboutir à une immunosuppression. L'animal est alors plus susceptible de développer des infections opportunistes.

## Transmission
La contamination par le virus de la leucose féline nécessite souvent un contact étroit entre un individu infecté et un individu sain, et se fait principalement par les sécrétions salivaires,. L'exposition au FeLV se fait ainsi par la salive, les selles, le lait, l'urine, les sécrétions nasales et lacrymales. La transmission peut avoir lieu de manière horizontale, entre chats proches qui partagent un même environnement (gamelles), se battent ou se toilettent réciproquement ainsi que par voie sanguine. Elle peut également être verticale, d'une mère à ses petits, à travers le placenta ou par l'intermédiaire du lait maternel.
Le virus est dégradé dans l'environnement extérieur en l'espace de quelques minutes. 

## Signes cliniques

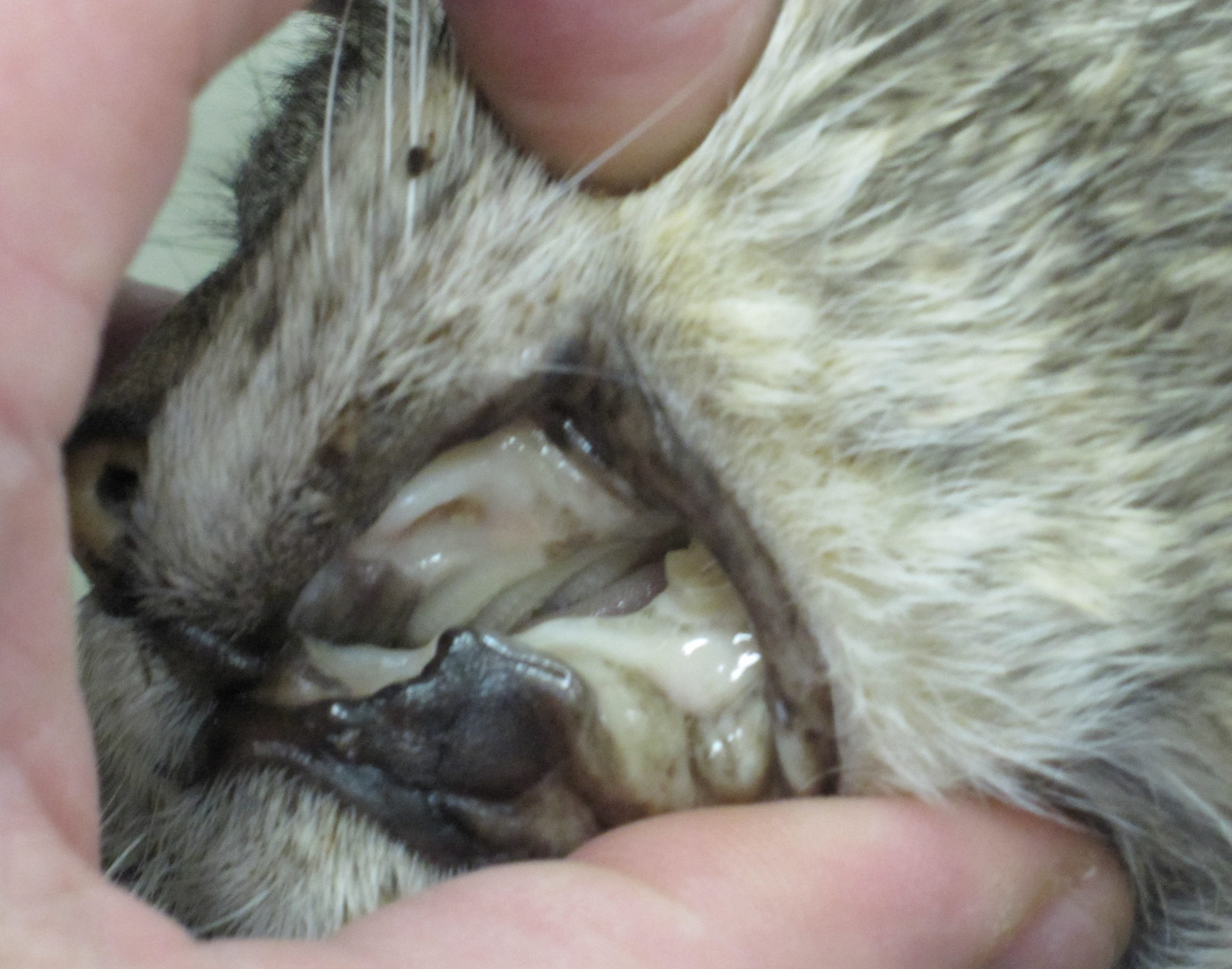
Pâleur des muqueuses chez un chat avec une anémie sévère due à une leucose féline.

Les signes cliniques de contamination par le virus de la leucose sont très variables et peu spécifiques. L'immunodéficience peut s'accompagner de symptômes comme de la gingivite ou de la stomatite, un gonflement des ganglions lymphatiques, des rhinites, pneumonies ou conjonctivites, de l'uvéite, de l'anorexie, de l'hyperthermie, de la diarrhée chronique, de la pyodermite chronique, de troubles neurologiques voire d'un lymphome.
La moitié des chats touchés sont asymptomatiques. 

## Diagnostic
Le diagnostic est posé par un vétérinaire, le plus souvent après une sérologie basée sur test antigénique, ou bien à l'aide d'une PCR qui détecte l'ADN viral.

## Prise en charge
Les recommandations diffèrent en fonction de si l'animal présente des symptômes ou non.

### Gestion
Les chats positifs à la leucose sont généralement isolés et maintenus à l'écart des chats indemnes.
Les chats touchés par la leucose et qui développent une immunodépression ont besoin d'un rythme de vaccination plus soutenu.

### Traitement médicamenteux
Les antiviraux utilisés en médecine humaine dans le cadre de trithérapie sont les seuls médicaments qui ont montré une efficacité. Des antibiotiques peuvent être administrés en cas d'infections, et du diazépam en cas d'anorexie. Les corticostéroïdes sont contre-indiqués en raison de leurs effets immunosuppresseurs.

### Euthanasie
Un chat atteint par le FeLV n'est pas nécessairement condamné.

## Pronostic
20 % des chats atteints décèdent dans les deux années qui suivent le diagnostic. Plus de la moitié des chats touchés sont asymptomatiques. La plupart des chats positifs au FeLV développent des comorbidités dans les cinq années qui suivent le diagnostic de la leucose. Les individus touchés et médicalement bien suivis peuvent décéder de causes qui ne sont pas liées à leur leucose.

## Prévention
La prévention repose principalement sur le dépistage des chats atteints. La vaccination est recommandée pour les chats exposés à un risque de contracter la leucose, par exemple les chats ayant accès à l'extérieur ou ceux côtoyant un individu positif à la leucose dans leur foyer.
Un vaccin préventif contre la leucose féline est commercialisé. Cependant, il ne remplace par le dépistage. Pour le vaccin Leucofeligen, le début de l'immunité a été démontré 3 semaines après la primo-vaccination ; celle-ci dure alors pendant un an et à la suite du premier rappel ayant lieu un an après la primo-vaccination, il existe une durée d'immunité de 3 ans. Les intervalles de rappel sont ensuite de trois ans pour la valence leucose. 